# Immersierte Mannigfaltigkeit
Eine immersierte Mannigfaltigkeit oder immersierte Untermannigfaltigkeit ist ein Objekt aus dem mathematischen Teilgebiet der Differentialtopologie. Seltener wird dieses Objekt auch immergierte Mannigfaltigkeit genannt, im Englischen spricht man meistens von einer immersed submanifold.
Hat man eine differenzierbare Abbildung {\displaystyle f\colon S\to M} zwischen zwei Mannigfaltigkeiten, so ist das Bild {\displaystyle f(S)} im Allgemeinen keine Untermannigfaltigkeit von {\displaystyle M}. Falls die Ableitung von {\displaystyle f} jedoch injektiv ist, ist {\displaystyle f(S)} eine Mannigfaltigkeit, die aber keine (eingebettete) Untermannigfaltigkeit von {\displaystyle M} sein muss. Dieses Objekt wird immersierte Mannigfaltigkeit genannt.

## Definition
Seien {\displaystyle S} und {\displaystyle M} differenzierbare Mannigfaltigkeiten. Dann ist eine immersierte Mannigfaltigkeit von {\displaystyle M} das Bild {\displaystyle {\tilde {S}}:=\psi (S)} der Immersion {\displaystyle \psi \colon S\to M}. Die Topologie auf {\displaystyle {\tilde {S}}} muss so gewählt werden, dass {\displaystyle \psi } stetig ist. Oftmals wird noch gefordert, dass die Immersion {\displaystyle \psi } injektiv sein muss.
Als Menge ist {\displaystyle {\tilde {S}}} eine Teilmenge von {\displaystyle M}, jedoch ist es im Allgemeinen keine Untermannigfaltigkeit von {\displaystyle M}. Das heißt, die Topologie von {\displaystyle {\tilde {S}}} entspricht hier auch nicht der Teilraumtopologie und insbesondere sind auch die differenzierbaren Strukturen von {\displaystyle {\tilde {S}}} und {\displaystyle M} nicht kompatibel. Ist jedoch {\displaystyle \psi \colon S\hookrightarrow M} eine differenzierbare Einbettung, so ist {\displaystyle {\tilde {S}}} tatsächlich eine Untermannigfaltigkeit.

## Unterscheidung zur Untermannigfaltigkeit
Es gibt zwei Gründe, aus denen die immersierte Mannigfaltigkeit keine Untermannigfaltigkeit sein muss:
- Die Immersion {\displaystyle \psi } ist nicht injektiv, die Immersion schneidet sich selbst. (s. Abbildung 1)
- Selbst wenn die Immersion {\displaystyle \psi } injektiv ist, kann es sein, dass die Abbildung kein Homöomorphismus ist, da das Bild offener Enden inneren Punkten von {\displaystyle {\tilde {S}}} beliebig nahe kommen kann, so dass die Topologie von {\displaystyle {\tilde {S}}} nicht mit der von {\displaystyle S} übereinstimmt. (s. Abb. 2) Dieser Effekt kann nur für nichtkompakte {\displaystyle S} auftreten, für kompakte Mannigfaltigkeiten {\displaystyle S} ist eine injektive Immersion {\displaystyle S\to M} stets eine Einbettung.

|  |  |

## Beispiel
- Die Kurve {\displaystyle \gamma \colon (-{\tfrac {\pi }{2}},{\tfrac {3\pi }{2}})\to \mathbb {R} ^{2}}, die durch {\displaystyle t\mapsto (\sin(2t),\cos(t))} definiert ist, ist eine injektive Immersion. Daher ist ihr Bild eine immersierte Mannigfaltigkeit.
- Eine Lie-Gruppe ist sowohl eine Gruppe im Sinne der Algebra als auch eine glatte Mannigfaltigkeit, wobei die beiden Strukturen miteinander verträglich sind. Eine Lie-Untergruppe ist eine Untergruppe der Lie-Gruppe, die ebenfalls wieder die Struktur einer glatten Mannigfaltigkeit trägt, die mit der Gruppenstruktur verträglich ist. Diese Lie-Untergruppe ist im Allgemeinen keine Untermannigfaltigkeit, aber eine immersierte (Unter)Mannigfaltigkeit, wobei die Immersion injektiv ist. Ein konkretes Beispiel ist eine Kurve irrationalen Anstiegs im Torus. Diese ist eine Untergruppe und eine immersierte Untermannigfaltigkeit, aber nicht eingebettet: ihr Bild liegt dicht im Torus.